# テスト・デパートメント
テスト・デパートメント（Test Dept、またはTest Department）は、イングランドのロンドン出身であるブリティッシュ・インダストリアル・ミュージック・グループであり、最も重要で影響力のある初期のインダストリアル・ミュージック・バンドの1つである。彼らのアプローチは、「少ない」もので「より多く」を作るという目的をよりよく果たすために、「発見された」素材を再構築することによって特徴づけられた。

## 略歴
このグループは1981年にロンドン郊外のニュークロスで結成された。グループの中心メンバーはグラハム・カニントン、ポール・ジャムロジー、ジョナサン・トビー・バードン、ポール・ハインズ、アンガス・ファーカーであった。さまざまな時期にグループで演奏した他のメンバーには、アリスター・アダムス、ニール・スター、ジョン・イーコット、アンディ・カウトン、トニー・カドリップ、デヴィッド・コールター、リズ・ランケン、ガス・ファーガソン、マーティン・キング、サイモン・ハイド、ラッセル・マクドナルド、ケイティ・ジェーン・ガーサイドなどがいた。コメディアンのヴィック・リーヴスはバンドの初期にベースを演奏していた。バンドは、デペッシュ・モード、ソフト・セル、ザ・ザ、キャバレー・ヴォルテール、PTV、フィータス、スワンズなどのアーティストとつながりのあるレーベル、サム・ビザール・レコード（Some Bizzare Records）と契約した。テスト・デパートメントのマルチメディア・イベントにおけるスライドとフィルムは、ビジュアル・ディレクターのブレット・ターンブルによって作成された。
彼らのディスコグラフィは、1984年の鉱山労働者のストライキを支援するためのサウス・ウェールズ・ストライキ鉱山労働者合唱団（South Wales Striking Miners' Choir）とのコラボレーションなど、幅広い影響とスタイルに及んでいる。特に、複雑で強力なパーカッションとエネルギッシュなライブ・パフォーマンスは注目に値した。サム・ビザール・レーベルと契約していて、よく比較されるドイツのバンド、アインシュテュルツェンデ・ノイバウテンと同様に、テスト・デパートメントはスクラップ・メタルや産業機械などの型破りな楽器を音源として使用した。ただし、テスト・デパートメントの使うこれらのオブジェクトは、ノイバウテンのものよりもはるかにリズミカルなもので、多くの場合、フィルムやスライド・ショーが伴われていた。このグループは、パディントン駅のビショップスブリッジ整備工場、ウォータールー駅近くのアーチ69とタイタン・アーチ、キャノン・ストリート駅、スターリング城、グラスゴーの廃止されたセント・ロロックス鉄道工場など、特殊な場所での大規模イベントで知られていた。テスト・デパートメントは、1980年代のアンダーグラウンド・テープ・シーンでも活動しており、初期のリリース作品の多くはカセットでのみ入手可能だった。
バンドのアルバム『自由の仮面 (The Unacceptable Face of Freedom)』は「ニューヨーク・タイムズ」紙の音楽評論家によって賞賛され、このアルバムは「サウンドコラージュ技術の洗練された使用と、周期的なリズムによるヘルタースケルターの勢い」で注目に値すると主張した。
1990年代になると、バンドの音楽はインダストリアルではなくなり、テクノの特性を多く帯びるようになっていった。バンドの政治的な立場は、1994年の刑事司法および治安法の可決によって活性化された。
バンドは1997年に解散したが、元メンバーは芸術や文化の分野で活動を続けている。アンガス・ファーカーは、毎年5月1日の前夜と朝にエディンバラのカールトン・ヒルで開催される古代ゲールのベルテーン火祭りの復活に貢献した。ファーカーは、大規模なサイトスペシフィック・イベントに特化した革新的な劇団であるNVAも結成した。慢性関節リウマチを患うカニントンは、1996年にこの疾患に苦しむ自身の経験を語った『Pain』という一人芝居を制作した。ジャムロジーはパフォーマンス グループ「C.3.3.」と協力している。彼らのアルバム『Ballad of Reading Gaol - The Cacophonietta』は、コールド・スプリング・レコードからリリースされた。ガス・ファーガソンはカトマンズの孤児たちとインド北部の若い僧侶に音楽を教えている。
オリジナル・グループの中核となるメンバーたちは、現在の文化的および政治的情勢に関わるべく、2014年に再び表舞台に登場し、戦略的な行動プログラムにおける新しい表現方法を模索している。彼らの大規模なフィルム・インスタレーション『DS30』は、ゲーツヘッドのタイン川沿いの産業ランドマークであるダンストン・ステイスを利用したもので、イギリスの鉱山労働者ストライキ30周年を記念してAVフェスティバルから依頼されたものだった。その後、イベントで使用された『DS30』フィルムが、イギリスのかつての鉱山コミュニティ地域を巡回した。その後、彼らは2015年に、その歴史を記録した大型本『Total State Machine』をPCプレス・パブリッシングから発刊した。
グループは、2014年に「テスト・デパートメント・リダックス (Test Dept: Redux)」として再び演奏を開始し、現在のラインナップにはゼル・カウト、デヴィッド・アルトウェガー、チャールズ・プーレットが含まれ、大規模イベントではアシュリー・デイヴィス、ロブ・ルイス、アレックス・ニム、フランツィスカ・アンナ・ファウストなどの出演者を追加してスケールアップしている。さらに、テスト・デパートメント・リダックスのギグが2016年に行われており、これにはエレクトロ・パンクのフェラル・ファイヴがサポートするロンドンでのギグも含まれていた。2017年、バンドは「騒動の集結 (Assembly of Disturbance)」と題した3日間のフェスティバルを企画し、TDマニフェストや、映画『Culture is Not a Luxury』（文化は贅沢ではない）、マルコム・ポインターの彫刻「黙示録の騎士 (Horseman of the Apocalypse)」の展示、弁士やDJ、その他の現代パフォーマーたちをフィーチャーした。これらには「autoPneumatix」という動的彫刻や、「Disinformation」という亜音周波数を使用した、新しいTDプロジェクト「Prolekult」が含まれていた。彼らは2018年にバックカタログ全作品とともに、テスト・デパートメント名義で新しいアルバム『Disturbance』をワン・リトル・インディアン・レコード・レーベルからリリースした。

## ディスコグラフィ

### スタジオ・アルバム
- Beating the Retreat (1984年、Some Bizzare)
- 『自由の仮面』 - The Unacceptable Face of Freedom (1986年、Ministry Of Power)
- Terra Firma (1988年、Sub Rosa)
- Gododdin (1989年、Ministry Of Power) ※with Brith Gof
- Pax Britannica (1991年、Ministry Of Power)
- Totality (1995年、KK)
- Tactics for Evolution (1997年、KK)
- Disturbance (2019年、One Little Indian)
- Disturbance Disordered (2019年、One Little Indian) ※リミックス集

### ライブ・アルバム
- Ecstacy Under Duress (1984年、Pleasantly Surprised)
- Shoulder to Shoulder (1985年、Ministry Of Power) ※with South Wales Striking Miners' Choir
- A Good Night Out (1987年、Ministry Of Power)
- Materia Prima (1990年、Ministry Of Power)
- Proven in Action (Live 1990) (1991年、Ministry Of Power)
- Atonal & Hamburg, Live (1992年、Dossier) ※1985年録音
- Total State Machine (2015年、PC-Press) ※書籍、DVD『Archive 001』、CD（1984年録音）のセット

### コンピレーション・アルバム
- Legacy (1990–1993) (1995年、Jungle) ※シングル、リミックス集
- Totality 1 & 2: The Mixes (1997年、Invisible) ※2枚のEPを収録